# Jefferson County, Indiana
Jefferson County är ett administrativt område i sydöstra delen av delstaten Indiana, USA, med 32 428 invånare. Den administrativa huvudorten (county seat) är Madison. 

## Geografi
Enligt United States Census Bureau har countyt en total area på 940 km². 936 km² av den arean är land och 4 km² är vatten.   

### Angränsande countyn
- Ripley County - nord
- Switzerland County - öst
- Carroll County, Kentucky - sydost
- Trimble County, Kentucky - syd
- Clark County - sydväst
- Scott County - väst
- Jennings County - nordväst

### Större orter
- Hanover - 2 800 invånare
- Madison - 12 000